# Юзефович, Галина Леонидовна
Гали́на Леони́довна Юзефо́вич (род. 16 августа 1975, Пермь) — российский литературный критик, преподаватель Высшей школы экономики и Российской экономической школы, обозреватель «Медузы». Дочь писателей Леонида Юзефовича и Анны Бердичевской.

## Биография
Окончила классическое отделение историко-филологического факультета РГГУ в 1999 году.
К тому же году относится появление в печати её первых литературных обзоров. Она публиковалась в таких изданиях как «Ведомости», «Огонёк», «Эксперт», «Итоги», в «толстых» литературных журналах «Знамя» и «Октябрь».
Руководила мастерской литературной критики в Creative Writing School (Москва). Была ведущей программы «Книжная полка» на радиостанции «Маяк». С 2012 года ведет семинары по академическому письму в совместном бакалавриате ВШЭ-РЭШ.
В 2013 году входила в жюри литературной премии НОС. В 2010 году номинировала на литературную премию Национальный бестселлер роман Мариам Петросян «Дом в котором…», а в 2013 году — роман Майи Кучерской «Тётя Мотя».

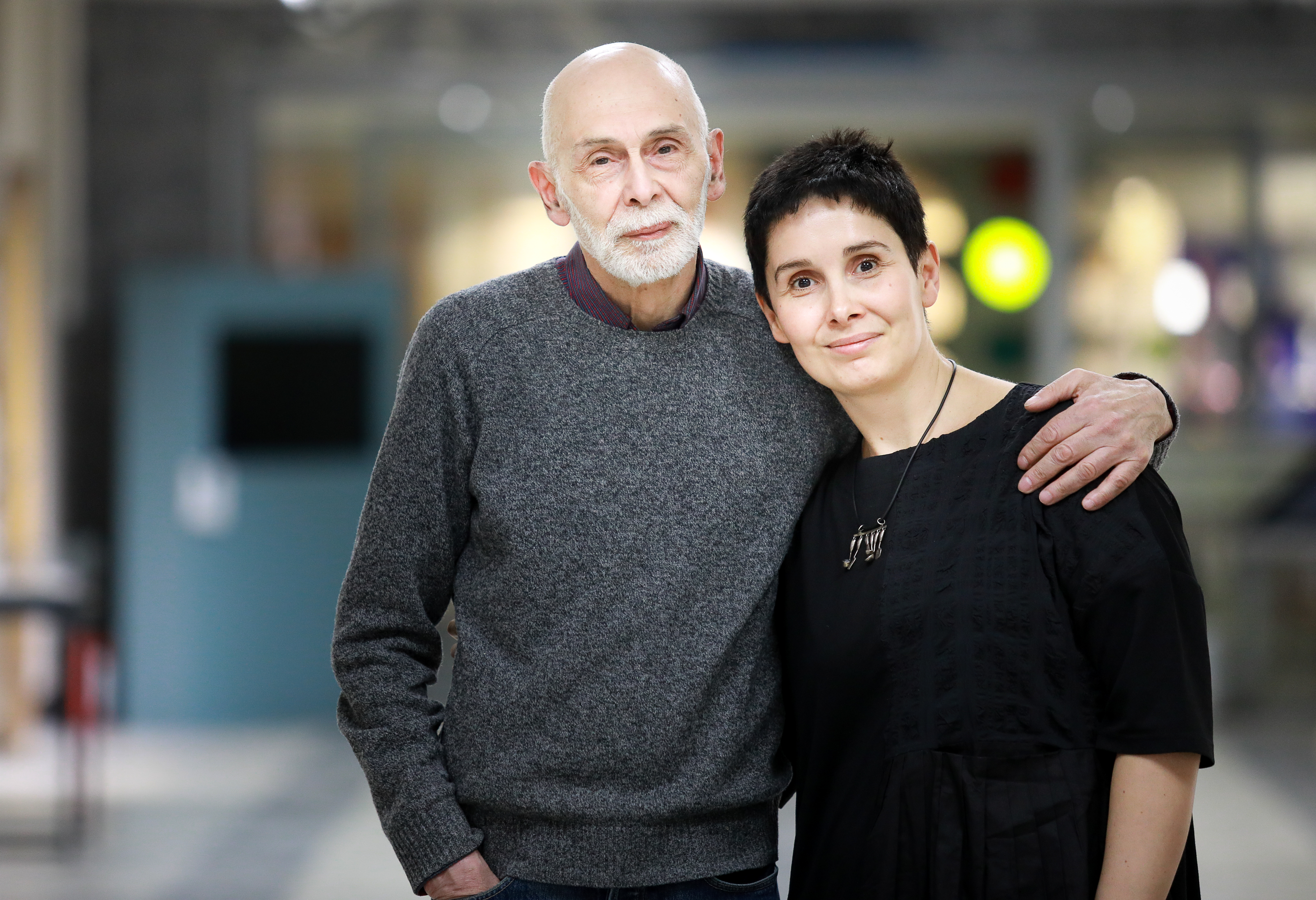
С отцом Леонидом Юзефовичем в Российской государственной детской библиотеке, 2018

С 2014 по 2023 год являлась обозревателем интернет-издания «Медуза», где публиковала еженедельные обзоры новинок современной прозы и аналитические статьи, посвящённые литературной жизни и книжному бизнесу. По мнению редактора журнала «Homo Legens» Сергея Оробия, после того, как литературный обозреватель «Афиши» Лев Данилкин в том же 2014 году перестал вести свою колонку, Галина Юзефович заняла в сознании читающей публики место самого известного критика в Рунете и одного из самых популярных критиков в современной русской литературе, ранее занимаемое Данилкиным.
В 2016 году из печати вышла книга Галины Юзефович «Удивительные приключения рыбы-лоцмана: 150 000 слов о литературе». В неё вошли рецензии Галины на книги примерно ста авторов, некрологи Юрию Мамлееву и Умберто Эко, интервью с Мариам Петросян и Стивеном Фраем и размышления автора о жанре автобиографии. Книга была хорошо встречена критикой, коллеги отметили огромную работоспособность Галины Юзефович, её живой язык и свежий взгляд на рецензируемые книги, мастерство в написании коротких (около 1000 слов) рецензий. Впрочем, Борис Кутенков в своём обзоре книги в «Знамени» счёл книгу недостаточно глубокой, хотя и согласившись с тем, что она будет весьма интересна и полезна для простого читателя, на которого, собственно, и ориентирована книга (в отличие от тех книг и критических работ, которые адресованы скорее участникам литературного процесса).
Константин Сонин отметил, что Галина Юзефович в своих рецензиях не выстраивает писательскую иерархию, не навязывает никакой литературный канон.
В 2018 году выходит вторая книга Галины — «О чём говорят бестселлеры. Как всё устроено в книжном мире», главы которой книги посвящены культурной истории популярных литературных жанров, героев или событий литературного процесса.
Со 2 октября 2018 по 5 января 2022 года являлась одной из ведущих еженедельного подкаста «Книжный базар» (выпускался изданием Meduza и студией «Техника речи»), со 2 мая 2022 по 13 января 2023 года — подкаста «Предисловие».
С 23 апреля 2020 по 14 декабря 2021 года вела рубрику «Библиотека имени Эрнста» в телепередаче «Вечерний Ургант» на «Первом канале».
В октябре 2020 года Юзефович запустила на видеохостинге YouTube шоу, в котором берёт интервью у известных людей с акцентом на их культурные вкусы. По состоянию на май 2024 года, на канал «Юзефович» подписаны 238 тысяч человек. Самые популярные видео канала — интервью с Максимом Галкиным (2,5 млн. просмотров), Владимиром Познером (1,1 млн. просмотров), Василием Уткиным (последнее прижизненное интервью, 888 тыс. просмотров) Татьяной Толстой (1 млн. просмотров), Екатериной Шульман (666 тыс. просмотров).
В феврале 2022 года выступила против вторжения России на Украину, вскоре вместе с семьёй переехала в Турцию.

## Семья
Замужем за IT-бизнесменом Михаилом Бенюхисом. Двое сыновей. 